# Corymyia antimelas
Corymyia antimelas là một loài ruồi trong họ Asilidae. Corymyia antimelas được Londt miêu tả năm 1994. Loài này phân bố ở vùng nhiệt đới châu Phi.